# Neal Gabler
Neal Gabler est un journaliste et essayiste américain.

## Biographie
Gabler a contribué a de nombreuses publications The New York Times, The Los Angeles Times, Esquire, New York Magazine, Vogue, American Heritage, The New Republic, Us, and Playboy. Il est apparu de plusieurs émissions de télévision comme The Today Show, CBS Morning News, The News Hour, Entertainment Tonight, Charlie Rose, and Good Morning America.

## Filmographie
- 1985 : Sneak Previews
- 1993 : Jack L. Warner: The Last Mogul
- 1995 : Walter Winchell: Gossip, Power and the Culture of Celebrity
- 1997 : Off the Menu: The Last Days of Chasen's
- 1998 : Warner Bros. 75th Anniversary: No Guts, No Glory
- 1998 : Hollywoodism: Jews, Movies and the American Dream
- 2004 : Earl Cunningham: The Dragon of Saint George Street
- 2004 : Imaginary Witness: Hollywood and the Holocaust
- 2005 : Ring of Fire: The Emile Griffith Story

## Publications
- Against the Wind: Edward Kennedy and the Tortuous Course of American Liberalism
- Walt Disney: The Triumph of the American Imagination (2006)
- Life: the Movie: How Entertainment Conquered Reality (1998)
- Winchell: Gossip, Power and the Culture of Celebrity (1994)
- An Empire of Their Own: How the Jews Invented Hollywood (1988)
  - (fr) Le royaume de leurs rêves. La saga des juifs qui ont fondé Hollywood, Calmann-Lévy, 2005[1].

## Récompenses
- Patrick Henry Writing Fellowship, Washington College
- Tannenbaum Lecturer, Emory University
- Shorenstein Fellowship, Harvard University
- Emmy Award, Best Short-Form Writing, 2009
- Kraszna-Krausz Award Runner-Up
- USA Today Biography of the Year (Walt Disney), 2007
- Los Angeles Times Book Prize, Biography (Walt Disney) 2007
- John Simon Guggenheim Memorial Fellowship, 2005
- National Book Critics Circle Award Finalist (Winchell), 1995
- Time Magazine Nonfiction Book of the Year (Winchell), 1995
- Prix Litteraire (Best Foreign Book on Film or Television Published in French)
- Los Angeles Times Book Prize for History (Empire of Their Own), 1989
- Outstanding Teaching Award, University of Michigan, 1978